# Antharahalli, Dod Ballapur
Antharahalli là một làng thuộc tehsil Dod Ballapur, huyện Bangalore Rural, bang Karnataka, Ấn Độ.